# System zarządzania wiedzą
System zarządzania wiedzą (ang. Knowledge Management System, KMS) – podsystem organizacji, obejmuje metody i techniki zarządzania, formy organizacyjne oraz narzędzia informatyczne stosowane w ramach zarządzania wiedzą cichą i jawną.
Do zarządzania wiedzą stosowane są między innymi:
- systemy zarządzania dokumentami,
- systemy budowania map wiedzy,
- portale korporacyjne,
- narzędzia workflow management,
- narzędzia e-learning.